# Klappsches Kriechen
Das Klappsche Kriechen oder Kriechverfahren wurde von Rudolf Klapp ab 1905 zur Skoliosetherapie entwickelt und im Rahmen des Internationalen Sportstudentenlagers während der Olympischen Sommerspiele 1936 in Berlin vorgestellt.
Das Verfahren entwickelte sich in den folgenden Jahrzehnten zum Standard der konservativen Behandlung bei Kindern und Jugendlichen. Indikationen waren einen Störungen der Haltung und Deformationen der Wirbelsäule, überwiegend also idiopathische Skoliosen und Morbus Scheuermann. Klapp entwickelte seine Gymnastik aufgrund der schlechten Erfahrungen mit den damals verwendeten Orthesenformen. Das passive Tragen solch eines Korsettes der damaligen Zeit führte meist nur zu einer verzögerten Verschlechterung der Deformationen.
Die Übungen können für den trainierten Patienten auch in sehr anstrengenden Versionen ausgeführt werden. Zum Schutz der Knie, Hände und Fußspitzen werden Polster aus Filz (traditionell) oder Schaumstoff festgeschnallt. Die Belastung der Hand- und Kniegelenke während der Übungen ist erheblich und kann je nach Vorbelastung der Patienten den Ausschluss der Therapie bedeuten.
Therapieziele sind eine Kräftigung und ggf. Dehnung der Rumpfmuskulatur, sowie die Mobilisierung und „Aufrichtung“ der Wirbelsäule. Hiermit soll eine Korrektur der Abweichungen der Wirbelsäule von den physiologischen Normen erreicht werden. Klapp hatte für seine Übungen einen festen Satz von genau definierten Kommandos vorgegeben, die zu den Übungen entsprechend aufzurufen waren. Dieser Kommandoton, der dem militärischen Hintergrund Klapps entstammt, findet heute keinen Zuspruch mehr und wird in den Hintergrund gedrängt.
In letzter Zeit wurde diese Gruppe von Übungen verdrängt und zum Teil vergessen. Das Verfahren erfuhr zwischenzeitlich einige Veränderungen, um mit den heutigen Behandlungsstrategien zu harmonieren.
Zur Wirkung der Gymnastik: „Rudolf Klapp hat den kritischen Argumenten die Hypothesen zu Phylogenese und Ontogenese entgegengesetzt. Einzelne Befundparameter werden durch standardisierte und spezifische Messverfahren erfasst, dokumentiert und regelmäßig kontrolliert, um [die] Effekte nachzuweisen. Durch Röntgenkontrollen und Oberflächenmessungen können die klinisch objektivierten Effekte bestätigt und dokumentiert werden.“